# Piriqueta duarteana
Piriqueta duarteana là một loài thực vật có hoa trong họ Lạc tiên. Loài này được (A. St.-Hil., A. Juss. & Cambess.) Urb. miêu tả khoa học đầu tiên năm 1883.